# Велика Орма
Велика Орма ( вел. Y Gogarth) је кречњачки рт на северној обали Велса, северозападно од града Ландидно (Llandudno). Назван је Кангривдр Ванид (Cyngreawdr Fynydd) од стране песника 12. века Гвалкмаја ап Мајлир (Gwalchmai ap Meilyr), Енглеско име потиче од Старонордијског језика што означава реч за морске змије. Мали Орме, мањи али веома сличан кречњачки рт, налази се на источној страни залива Ландидно (Llandudno).

## Топоним
Велики и Мали Орме су етимолошки повезани са Старонордијским речима Урм или ОРМ што значи море змија (енглески црв је сродни ). Једно објашњење је да је Велика Орма глава, а њено тело је земља између Великог и Малог Ормеа, док је друго, вероватно вероватније, да облик Великог Орме гледано као да један улази у сужење Ландидно из СИ, а копнени крај подсећа на дивовско спавајуће створење. Викинзи нису оставили никакве писане текстове свог времена у Северном Велсу, али су сигурно извршили рацију на том подручју. Нису пронашли ниједно трајно насеље, за разлику од полуострва Вирал (Wirral), али нека норвешка имена остају у употреби у бившем Краљевству Гвинд (Gwynedd) (попут Тачке Аир у близини Талакр (Talacre)).
Постојала је теорија о пореклу назива "Орме", реч се није уобичајено користила пре стварања викторијанског летовалишта Ландидно (Llandudno) средином 19. века. Пре тога, велшка имена претежно су коришћена локално и у картографији за именовање обележја копна и околног подручја. Читаво полуострво на којем је изграђен Ландидно (Llandudno) био је познат као полуострво Крудн (Creuddyn Peninsula) (средњовековни назив Комот (Commote) - историјска подела земље у Велсу); само се глава звала Вај Гогах (Y Gogarth) или Пен Вај Гогах; њени ртови су Пен тројн (Pen trwyn), Лек (Llech) и Тројн Вај Гогах (Trwyn y Gogarth).
Чини се да је Орме примењен само на главном делу града као што се види из мора. Године 1748, Луис Морис (Lewis Morris) је смислио план залива и луке Конвеј (Conway) у Кенарвон Шајр (Caernarvon Shire), да тело полуострва назове "Крудн (CREUDDYN)", али примењује назив „Ормеова глава“, на тачки северозападног мора према обали. Прва мапа Орднанс Сурвеја (Ordnance Survey), објављена 1841. године и пре успоставе Ландидно (Llandudno) прати ову конвенцију. Главно подручје се назива „Велика Ормеова глава“, али све његове копнене карактеристике имају велшка имена. Вероватно је да је Орме добио своје уобичајено име због бујне туристичке трговине у Ландидно (Llandudno), јер је већина посетилаца и туриста допутовала морским путем. Острво је прво виђење њиховог одредишта током трочасовног путовања из Ливерпула, веслачким паробродом .

## Природна историја
Деловима Великог Орма управља се природним резерватом од стране покрајинске службе округа Конвеј (Conwy) . Подручје које је 3,2 km (2,0 mi) дугачако и 1 миљу (1.6 km) широко, има низ заштитних ознака, укључујући посебно заштићено подручје, обалну баштину, сеоски парк и локалитет од посебног научног интереса. Локална власт пружа услугу управника Великог Ормеа који редовно патролирају посебним научним и заштитним подручјима. Постоје бројне одржаване стазе за шетњу до врха; део дугорочне стазе Северног Велса такође прелази преко главног дела. Отприлике половина Великог Орме користи се као пољопривредно земљиште, углавном за испашу оваца. У 2015. години, Национални фонд је купио фарму Парка од 140 ари за милион фунти.

### Геологија
Велика Орма је полуострво сачињено од кречњака и доломита, које је настало током раног карбониферног дела Земљине геолошке историје. Већина стена Велике Орме стара је између 339 и 326 милиона година. Горња површина Велике Орме посебно је истакнута шкрапама који покривају неколико подручја. Такође постоје богате пукотине бакарне руде у којој се налази доломит . Процењено је да је рудник бакра Велике Орме у бронзано доба  произвео 2000 тона бронзе. Падине Великог Ормеа подложне су повременом пропадању.

### Велс
Природни извори су били веома цењени у кречњачким окрузима и Велики Орме није био изузетак. Вода је била потребна за ископавање бакра, као и за кућну и пољопривредну употребу. Познати су следећи бунари Великог Ормеа, већина их и даље снабдева текућом водом:
- Бунар за очи (Ffynnon Llygaid). Вероватно један од бунара који су снабдевали потребе некада насељене заједнице Гогаф (Gogarth) пре него што је већи део био изгубљен од обалне ерозије.
- Бунар Гогаф (Gogarth). Главни извор воде за Гогаф (Gogarth), а касније у 18. и почетком 19. века извор енергије за покретање познатог мотора Том и Џери (Tom and Gerry) који је кроз дугу серију Брамокових (Brammock) шипки покретао руднике пумпама за воду на Вишем окну близу врха изнад Пафлај (Pyllau).
- Бунар Павил (Powel) Један од водоснабдевања заједно са бунар Тидно (Tudno) и бунар Руфининг (Rufeining) служи средњовековној пољопривредној заједници Кангривдр (Cyngreawdr).
- Бунар Галчог (Galchog). Овај бунар, у близини Мајндид Исафа (Mynydd Isaf), северно од Пен Динс (Pen Dinas), извор је воде богате кречом познате по својим окамењеним својствима, то је један од два бунара за која се знало да су коришћени у испирању бакарних руда.
- Бунар Тидно (Tudno). Смештен изван пута, близу североисточног угла цркве Светог Тудна, ффиннон Тудно је заједно са ффинноном Руфеинингом био главни извор воде за заједницу насељену око цркве.
- Бунар Руфининг (Ffynnon Rufeining). У преводу "Римски бунар", име је добио по традицији да су римски рудари бакра користили воде за испирање бакарних руда које се минирају у близини.
- Бунар Лех (Llech). Извор воде у Агоф Лех (Ogof Llech), пећини на рту којој је веома тешко приступити. Тврди се да га је као пустињак користио Свети Тидно, монах из 6. века Бангор-он-ди (Bangor-on-Dee), који је овде основао прву цркву.
- Бунар Гасег (Gaseg). Буквално „Маре бунар“, ово пролеће откривено је поред пута, на око пола пута и близу највише тачке, током изградње шеталишта у 19. веку. Била је идеална за освежавање коња на вожњи колима дугој пет километара око базе Велике Орме.

### Флора
Велика Орма има веома богату флору, од којих је најпознатије једино критично угрожено дивље дуњарице (Cotoneaster cambricus), од којих је познато само шест дивљих биљака. Многи цветови који расту у плиткој земљи богатој кречом на континенталном делу развијају се из алпских субарктичких врста које су се развиле после последњег леденог доба . Пролеће и рано лето цвећа укључују црвене иглице, холандска трава и пуцавац, прилепивши се чистим стенама, док плаштак, сунчев цвет и мајчина душица покривају травњак. Стари рудници и каменоломи такође пружају погодно станиште многим врстама биљака, укључујући и пролећну бучицу која расте на старим бакарним обрадама. За очајницу, који се налази на западним падинама Орме, каже се да су га користили и можда гајили монаси из 14. века, без сумње да се користи за биљни лек, укључујући смеше против кашља. Ретки мољци (Wheeleria spilodactylus ) одлажу јаја међу свиленкастим лишћем, а гусенице се хране овом биљком

### Фауна
Рт је станиште неколико угрожених врста лептира и мољаца, укључујући и свиленкаст талас (Idaea dilutaria), стооки плавац (Idaea dilutaria) и камењар (Hipparchia semele). Последње две су прилагођене Велике Орме од појављивања раније у години да искористе кречњаке и траве. Такође су мањи него у осталим деловима земље и препознати су као дефинитивна подврста. Велики Орме је пријављен као најсеверније познато станиште у Британији за неколико 'јужних' врста паука : Сегестриа баварица, Еписинус трунцатус, Мицраргус лаудатус, Драссиллус праефицус, Лиоцранум рупицола и Озиптила сцабрицула .
На главном подручју се налази и око 200 кашмирских коза. Стадо, које је лутало на Орми од средине 19. века, потиче од пара коза које је Шах Каџар (Shah Qajar) представио краљици Викторији убрзо након крунисања 1837. године. Бројеве контролише вештачка контрацепција; акција је предузета јер је конкуренција за ресурсе терала козе с Орме у вртове и имања. Краљевском Велсу, великом пуку у британској војсци, Британски монарх дозвољава да одабере животињу из стада која ће бити пуковнија коза (ако прође кроз селекцију, добиће почасни чин копљара).
Пећине и напуштени рудари дом су велике колоније ретких шишмиша. Овај мали летећи сисар креће се пећинама и тунелима користећи ехо локацију како би добио менталну слику своје околине. Током дана, шишмиши потковица налазе се висећи на крову тунела и пећина, чија су крила чврсто омотана око њихових тела. Тек у сумрак слепи мишеви напуштају пећине и рудничка окна како би се хранили бубама и мољацима.
Литице су дом колоније морских птица (као што су њорке, тропски галеб, оштрокљуна њорка и чак фулми као и галебови). Велика Орма је такође дом многих птица које живе у земљи и миграната, укључујући гавране, сове и сиви соко . Повремено се примећује црвенокљуна галица .
Испод литица, плитки базени око острва су богато и разноврсно станиште за водене биљке и животиње, укључујући бараке, анемоне црвене перле и ракове пустињак.

## Историја

### Рудници бакра
Људска активност великих размера на Великој Орми почела је пре око 4 000 година током бронзаног доба отварањем неколико рудника бакра . Малахит бакарне руде вађен је помоћу алата од камења и костију. Процењује се да је у том периоду ископано до 1.760 тона бакра . Рудник је био најпродуктивнији у периоду између 1700. п. н. е. и 1400. п. н. е. након чега је вађена већина лако доступног бакра. Место је било тако продуктивно да до 1600. године п.н.е у Британији није било других рудника бакра који су отворени јер нису могли конкурирати Великој Орми.
Рудник је био напуштен и докази говоре да поново није обрађен до краја 17., 18. и 19. века. Ископавање је почело крајем 17. века због потребе за бакром и побољшаним способностима за испумпавање воде из рудника. Парни машина представљена је 1832. године, а десет година касније на нивоу мора миниран је тунел дуг 822 метра за одвод дубљих рудничких просторија. Комерцијално копање на Великом Орму завршило је 1850-их, мада је ископавање настајало све док рудници коначно нису напуштени 1881. године. 
Године 1987, локално веће и велшка развојна агенција наручили су побољшање локације напуштеног рудника. То подручје требало је уредити и претворити у паркиралиште. Откако је ископавање започело 1987. године, преко 8 km (5,0 mi) праисторијских тунела су откривена. Нова открића се и даље често раде и процењује се да је до сада откривено мање од половине праисторијских тунела.
У априлу 1991. године рудник Велики Орме је отворен за јавност. Изграђене су стазе и платформе за осматрање како би се омогућио приступ површинским ископинама. 1996. године постављен је мост преко врха Вивиановог окна. Проширење центра за посетиоце, саграђено 2014. године, садржи избор рударских алата и бронзаних секира са приказима о животу и смрти у бронзаном добу, рударству и древној металургији . Такође је доступна и велика пећина стара 3.500 година.

### Средњовековни период
Средњовековна жупа Ландидно (Llandudno) састојала се од три насеља која су успостављена на доњим падинама Великог Орма. Град И Гогартх у југозападном „углу“ Великог Ормеа био је најмањи, али је садржао палату владике Бангора. Дворац Гогаф (Gogarth), који је обухватао сва три града, је краљ Едварда I поклонио Анијану, бискупу Бангора, 1284. године у знак признања за услуге круне, нарочито крштење првог енглеског принца од Велса, тек рођеног у Кенарвну (Caernarfon). Палату је 1400. године спалио Овајн Глиндр (Owain Glyndŵr), а рушевине су углавном уништене заједно са већим делом града обалном ерозијом у Конви (Conwy).
Значајни пољопривредни град окренут северу Кангривр (Cyngreawdr) укључује оригиналну жупну цркву и жупни споменик Светог Тидна, фондацију из 6. или 7. века. Након устанка Глиндр (Glyndŵr), мештани полуострва Крудн (Creuddyn) оштро су порезовани и до 1507. године готово су сви напустили своје домове. До данас обрађена земља је лежала необрађена, а сада служи за испашу овце и козе. Викторијанско гробље Ландидно (Llandudno), које је и даље у редовној употреби, постављено је 1859. године поред цркве Светог Тидна из 12. века, где се лети одржавају службе сваке недеље ујутру. У близини се налази неколико крупних древних споменика око којих се причају митови, а такође и необјашњива авенија обложена каменом званом Једрење јелена (Hwylfa'r Ceirw) која води према Јелен голуб ( Препад јелена).
Трећи град био је Ан Видфид (Yn Wyddfid) груписан испод тврђаве из гвозденог доба Пен ај Динс (Pen y Dinas) у североисточном "углу" Велике Орме. Поновним отварањем рудника бакра од 18. века надаље, ово насеље је знатно порасло са улицама и викендицама рударског села постављеним на, углавном напуштеним, пољопривредним газдинствима.

### Викторијанска експанзија
У 1825. години одбор луке Ливерпул добио је приватни акт парламента како би се побољшала безбедност и комуникације за трговачке марине које послују у Ирском мору и заливу Ливерпула. Закон им је омогућио постављање и одржавање телеграфских станица између Ливерпула и острва Англси. Ово би помогло власницима бродова, трговцима и лучким властима у Ливерпулу да знају локацију свих робних бродова дуж обале Северног Велса.
Године 1826. врх Великог Ормеа је изабран као место за једну од 11 оптичких семафорских станица које би формирале непрекинут 130 km (81 mi) дуг ланац од Ливерпула до Холихеда (Holyhead). Првобитна семафорска станица на Орми, која се састојала од мале зграде са стамбеним простором, користила је 15 m (49 ft) јарбол брода са три пара покретних руку како би слали поруке на острво Пафин (Puffin Island) 11 km (6,8 mi) према западу или 13,7 km (8,5 mi) до Флисфајн-а (Llysfaen) на истоку. Квалификовани телеграфи могли би да пошаљу семафорне поруке између Ливерпула и Холихеда (Holyhead) за мање од једног минута.
Марта 1855. године телеграфска станица Велика Орма претворена је у електрични телеграф. Копнени и подморнички каблови повезивали су Орме с Ливерпулом и Холихеда (Holyhead). Најпре је нова опрема инсталирана у оригиналној семафорској станици на врху, све док 1859. није пресељена на светионик Велики Орме. Две године касније, семафорска станица Велики Орме затворена је завршетком директне електричне телеграфске везе из Ливерпула у Холихеда (Holyhead).
Крајем 1860-их, процветала туристичка трговина Ландидно (Llandudno) видела је да су многи викторијанци на врх посетили стару семафорску станицу како би уживали у панорами. То је довело до развоја комплекса на врху. Почетком 20. века на месту је изграђен хотел са девет кревета. Служила је као кућа за голф клуб Велика Орма који је основан раних 1900-их. Курс је затворен 1939. године и сада је фарма оваца. Током Другог светског рата, РАФ је на врху изградио ланац радарске станице са ниским радарима. Године 1952. локација је преузета у приватно власништво, док је Градско веће града Ландидно (Llandudno) није преузело 1961. године.

### Други светски рат
Краљевска артиљеријска обална школа пребачена је из Шуберинес-а (Shoeburyness) у Велики Орме 1940. године (а поред тога, током Другог светског рата основан је Вежбачки камп на Малој Орми). Циљна пракса се вршила са корита и за вучене и усидрене бродове. Такође је обезбеђен експериментални рад и обука за проналажење радио правца. Темељи неких зграда и инсталација остају и могу се видети са западног краја обале. Локалитет школе заказао је као древни споменик 2011. године од стране ЦАДВ, тела за историјске споменике велшке владе. Ово је урађено у знак значаја локације у британском и велшком контексту.
Такође је запажено и Установа за истраживање и развој ваздухопловне одбране (АДРДЕ) позната као "Икс3", која је била троспратна грађевина подигнута 1942. Чини се да је то била тајна радарска експериментална станица изнад артиљеријске школе. Пут постављен да га служи сада служи као паркиралиште на приближном месту станице, која је срушена 1956. године.

## Туризам
Стварањем Ландидно (Llandudno), прва рута по ободу Великог Орма била је пешачка стаза коју је 1858. године саградио Реџинард Каст (Reginald Cust), управник имања Мостин. Године 1872. оформљен је Грејт Ормс Хед Марин Драјв Цо. Лтд (Great Ormes Head Marine Drive Co. Ltd). да би стазу претворио у викторијански пут, али је банкротирао и пре него што је посао завршен. Друга компанија завршила је пут 1878. године. Извођачи радова су били госпође Хјус (Hughes), Морис (Morris), Дејвис (Davies), конзорцијум који је водио Ричард Хјус (Richard Hughes) из улице Мадо, Ландидно (Madoc, Llandudno). Пут је откупило градско окружно веће Ландидно (Llandudno) 1897. године. 6,4 km (4,0 mi) наплатна улица почиње у подножју Срећне долине (Happy Valley). Након приближно 2,4 km (1,5 mi) споредна улица води до цркве Светог Тидноа, рудника бакра из бронзаног доба и комплекса Велики врх Орме са паркингом. Карта с наплатом путарине плаћа и паркирање у комплексу Самит (Summit). Обални пут коришћен је као бина на Вејлс Релију ГБ (Wales Rally GB) 1981, 2011, 2013, 2015. и 2018. године .
1902. године изграђен је Трамвај Великог Ормеа који је превозио посетиоце на врх Велике Орме. 1969. године жичара Ландидно (Llandudno)изграђена је тако да посетиоце води до атракција на врху. Ту спадају туристичка продавница, кафетерија, центар за посетиоце, игралишта, лиценцирани хотел и трамвајске / жичаре.
Кад је ведро време са врха Орме види се Винтр Хил (Winter Hill), острво Мен и језеро .
Орме има једну од само две вештачке скијашке стазе у Северном Велсу, заједно са једном од најдужих санкалишта у Великој Британији.
Уређене баште у долини Среће и терасе у врту Хаулвра (Haulfre Garden) покривају доње копно окренуто према стрмо нагнутој јужној страни. Пешачке стазе повезују вртове Хаулвра (Haulfre) са западним крајем шеталишта.
На најсевернијој тачки Орме је некадашњи светионик Ландидно (Llandudno). Изградила га је 1862. године Мрси Докс и Харбор Компани (Mersey Docks and Harbour Company). Помоћ за навигацију остала је у сталној употреби до 22. марта 1985. када је затворена. Зграда је сада претворена у мали пансион са доручком . Фењер и његова оптика сада су изложени у центру за посетиоце Самит (Summit) комплекса. Стари кафић "Одмори се и буди захвалан" такође је у близини.